# Guy Consolmagno
El Hermano Guy Consolmagno, S.J. (Detroit, Míchigan, 19 de septiembre de 1952) es un astrónomo estadounidense, científico planetario y religioso de la Compañía de Jesús (Jesuita).
Desarrolla su actividad en el Observatorio Vaticano, en sus dependencias del Observatorio Steward de la Universidad de Arizona (Estados Unidos), como portavoz del Grupo de Investigación del Observatorio Vaticano (VORG). Actualmente vive en los cuarteles generales del Observatorio Vaticano que se encuentran en el Palacio de Castel Gandolfo.

## Biografía
Consolmagno estudió en la Universidad de Detroit, instituto y academia jesuita. En 1974 obtuvo el título de bachiller (BA) y un master en 1975 (MA) en el Instituto Tecnológico de Massachusetts. Se doctoró en 1978 (Ph.D) en el Laboratorio Lunar y Planetario de la Universidad de Arizona. Todos sus títulos académicos son en el campo de la ciencia planetaria.
Al terminar su investigación posdoctoral y después de enseñar en el Observatorio Harvard College y en el MIT, en 1983 se alistó en el Cuerpo de Paz donde enseñó astronomía y física en Kenia durante dos años. De regreso en Estados Unidos, trabajó como profesor asistente en el Lafayette College en Easton (Pensilvania).
En 1989 ingresó al Noviciado de la Compañía de Jesús e hizo sus votos perpetuos como jesuita en 1991, optando por la vocación particular de hermano. Fue destinado como astrónomo en el Observatorio Vaticano, donde también trabaja como curador de la colección de meteoritos vaticana. Además de su trabajo en ciencia planetaria, Consolmagno ha estudiado filosofía y teología.
Su campo de investigación se centra en la conexión entre meteoritos y asteroides, así como en el origen y evolución de los cuerpos pequeños del sistema solar. Además de los más de 40 artículos científicos escritos, ha sido coautor en diversos libros de astronomía para el público general, que han sido traducidos a diversos idiomas. Durante 1996 participó en la búsqueda antártica de meteoritos, ANSMET, donde descubrió meteoritos en los campos de hielo. En 2000, un asteroide fue nombrado en su honor por la Unión Astronómica Internacional: (4597) Consolmagno, también conocido como “Little Guy”.
Consolmagno cree en la necesidad de que ciencia y religión trabajen juntos y no compitan. En 2006, dijo: «La religión necesita a la ciencia para alejarla de la superstición, mantenerla cerca de la realidad y protegerla del creacionismo, que, a la postre, es un tipo de paganismo — es convertir a Dios en un dios de la naturaleza». Consolmagno ejerció como presidente de la División de Ciencias Planetarias de la Sociedad Astronómica Americana de octubre de 2006 a octubre de 2007.
Como conferenciante popular así como escritor de divulgación ha sido invitado de honor en diferentes convenciones de ciencia ficción, incluido ConFusion y Duckon, en su estado natal de Míchigan en 2002, Boskone en 2007, and ConClave en 2009. También participó en Scifoo en 2008 y apareció en The Colbert Report en diciembre de 2009, para promocionar su libro The Heavens proclaim.